# Saber Porto
Saber Interactive Porto (раніше Bigmoon Entertainment) — португальський розробник відеоігор зі штаб-квартирою в Порту і додатковим офісом у Шеффілді, Велика Британія. В жовтні 2019 року Bigmoon Entertainment, що на той час налічувала 40 співробітників, була придбана Saber Interactive і перейменована на Saber Porto.

## Історія
Компанія почала свою діяльність у 2008 році як Bigmoon Animation Studios, розробляючи анімаційні серіали. Її першою роботою було шоу з 39 епізодів TIC TAC TALES. У 2009 році студія Bigmoon створювала анімаційні мюзикли для показу на Canal Panda та розповсюдження на DVD під назвою PIKABOO. Після виходу TIC TAC TALES було створено другу компанію — Bigmoon Interactive Studios, яка розробляла відеогру на основі TIC TAC TALES під назвою D-TEAM: The Kidnapping of Professor Zig.
У 2012 році Bigmoon розпочали співпрацю з компанією Milestone і bitComposer для розробки гри North & South. Після успішного партнерства Bigmoon уклали контракти з Milestone для роботи над MotoGP 13, з bitComposer для допомоги у розробці Jagged Alliance: Back in Action, а також з OG Games для розробки My Health Club для мобільних пристроїв. У січні 2013 року, коли Bigmoon завершували роботу над Jagged Alliance для Linux і MacOS, був підписаний контракт на розробку рольового бойовика Trapped Dead: Lockdown з Headup Games.
У грудні 2014 року стало відомо, що головний партнер-видавець компанії, bitComposer, оголосив про банкрутство, скасувавши всі поточні проєкти. Обидві компанії, Bigmoon Interactive і Bigmoon Animation, змушені були об'єднатися в Bigmoon Entertainment, щоб зберегти свої активи. Того ж року було укладено контракт з Maximum Games на розробку порту Lichdom: Battlemage для PlayStation 4 і Xbox One. У червні 2015 року Maximum Games уклали зі студією ще один контракт на портування Alekhine's Gun на консолі PlayStation 4 та Xbox One.
У 2016 році Bigmoon розпочали роботу над Police Simulator 18, пізніше перейменованої на Police Simulator: Patrol Duty для Astragon Entertainment, горором Syndrome, у якому вони самі виступили в ролі видавця, та рольовою грою Demons Age. Під кінець 2016 року Пауло Ґомес започаткував новий піджанр перегонів в ігровій індустрії, створивши свою версію ралі Дакар та забезпечивши ексклюзивні права на її розробку та випуск. У 2017 році було укладено контракт з Koch Media щодо сумісної розробки Dakar 18. Випуск цієї гри потребував всіх ресурсів студії і став найбільшим португальським інвестиційним проєктом в ігровій індустрії, вийшовши на PlayStation 4, Xbox One та Microsoft Windows у вересні 2018 року.
У 2019 році Bigmoon сумісно з Saber Interactive працювали над Call of Cthulhu. Того ж року Saber Interactive і Bigmoon Entertainment уклали угоду про придбання, внаслідок якої Bigmoon потім була переформатована в Saber Interactive Porto (Saber Porto).
У жовтні 2021 року Saber Porto розповіли про співпрацю з іншими студіями Saber та Crytek над Crysis Remastered Trilogy. Перший проєкт на основі оригінальної ІВ, Dakar Desert Rally, було анонсовано 10 грудня 2021 року під час презентації Saber Interactive на The Game Awards. Гра вийшла 4 жовтня 2022 року, отримавши змішані відгуки критиків.

## Розроблені відеоігри
| Рік  | Назва                                  | Платформи                                                              | Видавець                                     | Примітки                 | Дж.    |
| ---- | -------------------------------------- | ---------------------------------------------------------------------- | -------------------------------------------- | ------------------------ | ------ |
| 2012 | North & South                          | Microsoft Windows, IOS, Android                                        | bitComposer                                  | Ремастер                 | [ 26 ] |
| 2012 | WRC 3: FIA World Rally Championship    | PlayStation 3, Xbox 360                                                | Milestone                                    | 3D Art                   | [ 27 ] |
| 2013 | WRC Shakedown                          | Microsoft Windows, PlayStation 3, Xbox 360                             | Milestone                                    | 3D Art                   | [ 28 ] |
| 2013 | MotoGP 13                              | PlayStation 3, Xbox 360                                                | Milestone                                    | 3D Art                   | [ 7 ]  |
| 2014 | Jagged Alliance: Back in Action        | Mac, Linux                                                             | bitComposer                                  | Порт                     | [ 8 ]  |
| 2015 | Trapped Dead: Lockdown                 | Microsoft Windows                                                      | Headup Games                                 | Повноцінна гра           | [ 10 ] |
| 2015 | WRC 5                                  | PlayStation 4, Xbox One                                                | Kylotonn, Bigben Interactive                 | 3D Art                   | [ 29 ] |
| 2016 | Lichdom: Battlemage                    | PlayStation 4, Xbox One                                                | Maximum Games                                | Порт                     | [ 13 ] |
| 2016 | Alekhine's Gun                         | PlayStation 4, Xbox One                                                | Maximum Games                                | Порт                     | [ 14 ] |
| 2017 | Сусіди з Пекла 1: Солодка помста       | Microsoft Windows, MacOS, Linux, Android, iOS                          | THQ Nordic                                   | Ремастер                 | [ 30 ] |
| 2017 | Сусіди з Пекла 2: На канікулах         | iOS, Android, MacOS                                                    | THQ Nordic                                   | Ремастер                 |        |
| 2017 | FlatOut 4: Total Insanity              | PlayStation 4, Xbox One                                                | Kylotonn, Bigben Interactive, Strategy First | 3D Art                   | [ 31 ] |
| 2017 | Syndrome                               | Microsoft Windows, PlayStation 4, Xbox One                             | Bigmoon Entertainment                        | Повноцінна гра           | [ 15 ] |
| 2017 | Demons Age                             | Microsoft Windows, PlayStation 4, Xbox One                             | Bigmoon Entertainment                        | Повноцінна гра           | [ 16 ] |
| 2018 | Dakar 18                               | Microsoft Windows, PlayStation 4, Xbox One                             | Bigmoon Entertainment, Koch Media            | Повноцінна гра           | [ 19 ] |
| 2019 | Dakar 18: Ari Vatanen returns to Dakar | Microsoft Windows, PlayStation 4, Xbox One                             | Bigmoon Entertainment, Koch Media            | Завантажувальний контент | [ 32 ] |
| 2019 | Dakar 18: Desafío Ruta 40 Rally        | Microsoft Windows, PlayStation 4, Xbox One                             | Bigmoon Entertainment, Koch Media            | Завантажувальний контент | [ 33 ] |
| 2019 | Dakar Series: Desafío Inca Rally       | Microsoft Windows, PlayStation 4, Xbox One                             | Bigmoon Entertainment, Koch Media            | Завантажувальний контент | [ 34 ] |
| 2019 | Police Simulator: Patrol Duty          | Microsoft Windows                                                      | Astragon Entertainment                       | Повноцінна гра           | [ 35 ] |
| 2019 | Call of Cthulhu                        | Nintendo Switch                                                        | Saber Interactive, Focus Home                | Порт                     | [ 20 ] |
| 2021 | Crysis Remastered Trilogy              | Microsoft Windows, PlayStation 4, Xbox One                             | Saber Interactive, Crytek                    | Ремастер                 | [ 21 ] |
| 2022 | Dakar Desert Rally                     | Microsoft Windows, PlayStation 4, PlayStation 5, Xbox One, Xbox Series | Saber Interactive                            | Повноцінна гра           | [ 23 ] |